# Alexandre Martins
Alexandre Martins de Castro Filho (Rio de Janeiro, 12 de agosto de 1970 — Vitória, 24 de março de 2003) atuou como juiz criminal no Espírito Santo, tornando-se símbolo de justiça e coragem devido à sua determinação na luta contra a impunidade e o crime organizado no estado. Entretanto, sua trajetória foi interrompida de forma violenta ao ser assassinado. Tal crime tem feitoria ligada a grupos criminosos por ele investigados à época, no início dos anos 2000.

## Biografia
Alexandre Martins de Castro Filho nasceu no dia 12 de agosto de 1970 no Rio de Janeiro. Desde pequeno, esteve envolto no âmbito do Direito e da justiça por influência de seu pai, Alexandre Martins de Castro. Formou-se em 1991, na faculdade carioca Gama Filho, com apenas 21 anos, e, por seis anos e meio, exerceu advocacia criminal. Foi delegado da polícia civil do Rio de Janeiro por alguns meses, mas seu foco era o concurso da magistratura, por sonhar em ser juiz, o que foi concretizado em 1998, após ser aprovado em um concurso público, e veio para o Espírito Santo, atuando na 5ª e na 1ª vara criminal de Vila Velha.  Passou, também, pelas comarcas de Cachoeiro de Itapemirim, Linhares, Domingos Martins, Marechal Floriano, Colatina e Itapemirim, todas no ES.
Respondeu também pela 5ª vara criminal de Vitória, designada pelo então presidente do Tribunal de Justiça. Atendia, ainda, na Central de Penas Alternativas e na Central de Inquéritos do Juízo de Vitória.
No ano 2000, foi convidado a dar aulas na FDV, Faculdade de Direito de Vitória. Academicamente bem preparado, era especialista em direito penal e processual penal.
Entretanto, no dia 24 de março de 2003, sua carreira de juiz e professor foi violentamente interrompida. O assassinato do juiz Alexandre Martins, contado no livro “Espírito Santo”, chocou e revoltou a população capixaba, o que também repercutiu em âmbito nacional, provocando uma série de manifestações, das quais participaram autoridades, empresários, professores, alunos e a sociedade em geral.
Alexandre estava à frente de investigações relacionadas ao crime organizado no estado. Teria descoberto um esquema que envolvia condenados por crimes hediondos e altas penas, os quais saíam dos presídios para assaltar e matar a mando ou com a cobertura de quem deveria fiscalizá-los. Denunciou um capitão da PM como um dos principais envolvidos. Ordenou a prisão e posterior transferência para o Acre de um coronel da reserva da PM. Diversas vezes declarou publicamente sentir-se ameaçado. Chegou a ter proteção da Polícia Federal, que acabou sendo suspensa.
Os executores do crime, Giliarde Ferreira de Souza e Odessi Martins da Silva Júnior, já foram julgados e condenados. Os sargentos da PM Heber Valêncio e Ranilson Alves da Silva, intermediadores do crime, chegaram a cumprir pena em regime aberto. Um coronel da polícia, um policial civil e um juiz foram apontados como os mentores do crime. O juiz Antônio Leopoldo chegou a ser preso, mas teve habeas corpus concedido pelo STF. O ex-policial civil, Cláudio Luís Andrade Batista, conhecido como “Calú”, teve o mesmo benefício. O coronel Walter Gomes Ferreira foi preso, mas também está solto.

## O Caso Alexandre Martins
Em meio à sua atuação na Vara de Execuções Penais (VEP) de Vitória, capital do Espírito Santo, os juízes Alexandre Martins de Castro Filho e Carlos Eduardo Ribeiro Lemos perceberam que aparentes equívocos de seu juiz titular eram, na verdade, irregularidades propositais. Dentre elas, havia autorizações de liberdade condicional e progressão de regime para prisão aberta ou semiaberta a criminosos condenados de diversos presídios do estado, mesmo não tendo nenhum deles cumprido a parte da pena necessária para que esses benefícios fossem obtidos. Além disso, foi descoberto que tal juiz integrava uma quadrilha especializada em mortes por encomenda, sendo que, de seu grupo criminoso, ainda faziam parte vários nomes influentes da segurança pública estadual.
Após terem seus questionamentos ignorados pelo juiz titular em questão, Alexandre e Carlos Eduardo resolveram, em 19 de dezembro de 2001, entregar um relatório oficial sobre o acontecido a um juiz corregedor, responsável por avaliar e punir supostos erros de outros juízes.  Entretanto, o que antes era confidencial, logo chegou à mídia, gerando um grande escândalo, já que até nomes do poder estadual estavam envolvidos nos recém-descobertos esquemas de crime organizado. O resultado disso foi o pedido de uma intervenção federal que, ao ser negado, gerou a queda do então ministro da justiça, Miguel Reale Júnior, além do posterior envio de uma missão especial por Fernando Henrique Cardoso, então presidente da república, para que o caso fosse investigado.
A instalação da missão ocorreu à época da eleição de Paulo Hartung para governador do estado e da posse de Rodney Miranda como secretário de segurança. Tempo esse em que Alexandre e Carlos Eduardo emitiram 1900 mandados de prisão, almejando punir pistoleiros e seus contratantes, independente de qualquer posto político. Graças a ações assim, a tensão entre criminosos e a justiça cresceu, assim como ameaças de morte às pessoas que lutavam pelo cumprimento da lei, como os dois juízes em questão.
Infelizmente, concretizando o que antes foi apenas ameaça, no dia 24 de março de 2003, Alexandre, com 32 anos, foi assassinado. Ameaças não abalavam a coragem de Alexandre, pois, como foi dito no livro “Espírito Santo”, “Ele não se deixaria acuar pelo medo. Mas não era imortal. Intimidá-lo não era possível; matá-lo, sim.”. E assim aconteceu. Após ter sua rotina por muito tempo estudada, o planejado ataque foi feito em um dia que Alexandre havia dispensado seu segurança. Naquela manhã de segunda-feira, ao chegar à sua academia no bairro de Itapoã, na cidade de Vila Velha, cidade vizinha de Vitória, Alexandre ouviu seu nome ser chamado enquanto descia de seu carro. Quando se virou, foi alvejado. Surpreendido por um motociclista e seu carona. Recebeu o primeiro tiro no peito, à queima-roupa. Alexandre tombou e tentou reagir. Mas o segundo tiro atingiu-o na cabeça, sendo que ainda houve um terceiro, que atravessou seu braço e seu tórax. Os assassinos retiraram-se do local, logo seguidos por um carro preto, alto e com janelas escuras.
A partir disso, teve início uma calorosa busca pelos responsáveis pelo crime, sendo os executores presos em menos de 24 horas. Por fim, sete acusados de participação no crime foram julgados e condenados. Nisso, ao passo que os executores e seus auxiliares, todos de baixas escolaridade e classe social, foram condenados e presos, aqueles acusados de mandantes e planejadores do crime, predominantemente de classes sociais mais elevadas e possuidores de certo prestígio político, ainda aguardam julgamento em total liberdade. Enquanto isso, ainda em 2013, dez anos após o assassinato de Alexandre, sua família, bem como a de Carlos Eduardo e a de Rodney Miranda, permanecem sob escolta, delimitando sua liberdade, o que é extremamente contraditório. Isso, não só pelo tempo e desgaste que essa década trouxe aos envolvidos, mas pela justiça, que parece agir contra quem deu a vida por ela.

## Os suspeitos do crime
Os condenados do crime:
- Giliarde Ferreira de Souza, “Gi”: Assassino confesso do crime, foi condenado a 24 anos e 6 meses de prisão. Em dezembro de 2010, seguiu para o regime aberto.
- Odessi Martins da Silva Filho, “Lumbrigão”: Também assassino confesso de Alexandre, foi condenado a 25 anos e 8 meses de prisão e continua a cumprir sua pena em regime fechado.
- Leandro Celestino, “Pardal”: Emprestou a arma usada no crime. Condenado a 15 anos e 2 meses de prisão. Seguiu para o regime aberto em outubro de 2010.
- André Luiz Tavares, “Yoxito”: Emprestou a motocicleta usada pelos assassinos confessos no crime. Foi condenado a 8 anos e 4 meses de prisão, da qual saiu para o regime aberto em outubro de 2007.
- Heber Valêncio: Condenado a 20 anos e 3 meses de prisão por investigar e monitorar a vida de Alexandre Martins. Saiu da cadeia para o regime aberto em setembro de 2009.
- Ranilson Alves da Silva: Condenado pelo mesmo motivo de Heber Valêncio a 15 anos de prisão, também conseguindo o benefício do regime aberto, em maio de 2008.
- Fernando Reis, “Fernando Cabeção”: Intermediou o crime e foi condenado a 23 anos de prisão. Estava em liberdade condicional. Foi assassinado a tiros em 27 de junho de 2020 em Vila Velha/ES.

Os que aguardam julgamento em liberdade e negam participação no caso:
- Cláudio Luiz Andrade Baptista, “Calú”: Ex-policial civil. O ex-policial civil Cláudio Luiz Andrade Baptista, o Calu, foi absolvido. A sentença foi anunciada pelo juiz Marcelo Soares Cunha, no sétimo dia de júri, à 0h20, desta segunda-feira (31), no Cineteatro da Universidade de Vila Velha.
- Walter Ferreira Gomes: Coronel da reserva da Polícia Militar do Espírito Santo.O coronel aposentado da Polícia Militar Walter Gomes Ferreira foi condenado a 23 anos de prisão por mandar matar o juiz Alexandre Martins.
- Antônio Leopoldo Teixeira: Juiz aposentado, sendo que foi ele o alvo de um relatório contendo denúncias de irregularidades, feito por Alexandre Martins e Carlos Eduardo Lemos, o que envolvia vendas de sentenças, transferências irregulares de presos e ligações com pistoleiros.

## Tese de Latrocínio[3]
Em diferentes momentos, durante o processo, as defesas do juiz Leopoldo, do coronel Ferreira e do ex-policial Calu, tentaram trazer à tona a tese de latrocínio (roubo seguido de morte) - rebatida em todas as ocasiões pelo MPES. O advogado Alexandre Martins de Castro afirma que este argumento é insustentável e utiliza um detalhe para exemplificar o argumento dele. Ele lembra que o juiz Alexandre chegou em um veículo, na frente de uma academia e logo em seguida foi abordado por Giliarde e Lumbrigão.
“O Alexandre foi assassinado por duas pessoas que estavam em uma moto. Um estava pilotando, enquanto o outro estava na garupa. O piloto era o Lumbrigão e o garupa era o Giliarde. Lumbrigão sabia conduzir moto e parece que sabia dirigir carro. Já Giliarde, que abordou e atirou no meu filho não sabia pilotar moto e nem dirigir carro. Como é que Lumbrigão iria dirigir carro e moto ao mesmo tempo? Não podia deixar a moto para trás porque a placa era quente (verdadeira) e não tinha como colocar a moto dentro do carro. A tese de abordagem deles para levar o carro do meu filho é uma grande mentira, porque quem abordou nem sabia dirigir nada”, afirmou Alexandre Martins.

## O contexto
O assassinato do juiz Alexandre Martins virou tema do livro “Espírito Santo”, lançado em setembro de 2009, tendo como autores o sociólogo Luiz Eduardo Soares, o juiz Carlos Eduardo Ribeiro Lemos e do ex-secretário de Segurança Pública e Defesa Social do Estado, Rodney Rocha Miranda.
Luiz Eduardo Soares, que em janeiro de 2003 assumira a secretaria nacional de segurança pública, decidiu investir, ante a tragédia de Alexandre, a energia de sua gestão no apoio à restauração da segurança pública do Espírito Santo, colaborando com os esforços de investigação e de articulação de uma ampla ação concertada contra o crime organizado. Luiz Eduardo, coautor de Cabeça de Porco e Elite da Tropa, ambos publicados pela editora Objetiva, e ex-Coordenador de Segurança, Justiça e Cidadania do Estado do Rio de Janeiro, acompanhou os bastidores dessa epopeia e considerou seu dever relatá-la em um livro:
“O Espírito Santo era o retrato dramático e extremo da degradação das instituições públicas, da corrupção epidêmica e do crime organizado. Era um verdadeiro santuário da impunidade. É gratificante escrever sobre o processo em que o estado passou a limpo sua história e transformou aquela realidade bárbara em uma situação inteiramente diferente, na qual os direitos humanos se afirmam e a legalidade constitucional se impõe, apesar de naturais dificuldades e limitações. O relato dos fatos que promoveram essa mudança pode servir de alerta e exemplo para outros estados brasileiros”, destacou Luiz Eduardo.
Os autores de Espírito Santo narram, no livro, a luta travada contra o crime organizado capixaba, desde a descoberta de seu modus operandi à prisão dos carrascos de Alexandre. Com trama e personagens cinematográficos, o livro mostra como a criminalidade colocou um estado de joelhos, revelando sua fragilidade diante de uma rede criminosa que chega a se confundir com as instituições públicas, tamanha a proximidade entre bandidos e autoridades.
“O livro está pronto, mas essa história continua e ainda está longe de um desfecho satisfatório. Para se ter uma ideia da luta que ainda há pela frente, o coronel da polícia militar acusado de ser um dos mandantes da morte de Alexandre esteve preso preventivamente durante seis anos, por decisão de Carlos Eduardo, mas hoje está solto porque nenhum juiz tem coragem de condená-lo”, disse Rodney.
“A ideia do livro foi deixar registrada a luta de algumas pessoas que acreditam que a situação de letargia que estamos vivendo pode mudar. Ao mesmo tempo, pretende provocar um debate sobre o papel das instituições no combate ao crime organizado e à violência de um modo geral”, disse Rodney Miranda.
“O Espírito Santo é um microcosmo do País e o que acontece lá deve servir de exemplo para reflexão nacional. A ideia principal desse livro é revelar como funcionam essas organizações para que possamos lutar contra elas. A população brasileira precisa saber como as coisas realmente acontecem”, alerta o juiz Carlos Eduardo.

## Os autores
Luiz Eduardo Soares foi secretário nacional de Segurança Pública e Coordenador de Segurança, Justiça e Cidadania do Estado do Rio de Janeiro. É mestre em antropologia social, doutor em ciência política, com pós-doutorado em filosofia política. Foi professor do IUPERJ e da UNICAMP, pesquisador visitante do Vera Institute of Justice, de New York, e professor visitante da Harvard University, Columbia University, University of Virginia e University of Pittsburgh. Atualmente, é secretário municipal de Valorização da Vida e Prevenção da Violência de Nova Iguaçu, Rio de Janeiro, e leciona na UERJ e na Universidade Estácio de Sá. Escreveu, entre outros livros, Cabeça de Porco, com MV Bill e Celso Athayde, e Elite da Tropa, com André Batista e Rodrigo Pimentel, ambos da Objetiva.
Carlos Eduardo Ribeiro Lemos é juiz de direito estadual, atualmente titular da 5ª Vara Criminal da Capital (Vitória-ES).  Mestre em Direito Constitucional, especialista em Direito Penal e Processual Penal, professor de Direito Penal da Faculdade de Direito de Vitória e membro da Comissão Nacional de Apoio às Penas e Medidas Alternativas (Conapa).
Rodney Rocha Miranda é delegado federal e secretário de Segurança Pública e Defesa Social do Espírito Santo. Anteriormente, foi secretário de Defesa Social de Pernambuco e secretário de Segurança Comunitária de Caruaru-PE. Bacharel em Administração e Direito, pós-graduado pela Escola da Magistratura do DF e pela Academia Nacional de Polícia Federal. Ex-integrante do Núcleo de Combate a Impunidade do Ministério da Justiça e membro fundador do Fórum Brasileiro de Segurança Pública. Como delegado federal, ficou conhecido por diligências polêmicas, como a prisão do deputado federal Jader Barbalho e a busca no escritório do marido da então governadora do Maranhão e pré-candidata favorita à presidência, Roseana Sarney.